# Nonoxinol-9
Nonoxinolul-9 sau N-9 este un compus organic utilizat ca surfactant. Face parte din clasa nonoxinolior, fiind un surfactant neionic. Este utilizat în produse contraceptive, pentru proprietățile sale spermicide.